# Вячеслав (Шкурко)
Епископ Вячеслав (в миру Василий Феофилович Шкурко; 25 апреля 1886, Полтава — 17 декабря 1937, Киров) — епископ Русской православной церкви, епископ Яранский, викарий Кировской епархии.

## Биография
Из дворянской семьи. Окончил Полтавскую гимназию.
В 1903—1911 годы работал канцелярским чиновником Полтавского губернского правления, затем — в канцелярии Полтавского губернатора.
После 1906 году переведён в Киев, где работал канцелярским чиновником Киевского окружного суда и дослужился до звания коллежского регистратора.
В январе 1906 года за активное участие в деятельности Красного Креста в годы русско-японской войны, награждён серебряной медалью.
С 29 сентября 1910 года находился в Киево-Печерской лавре. 27 января 1911 года Василий Шкурко подаёт прошение о зачислении его послушником Киево-Печерской Лавры.
7 марта 1913 года пострижен в рясофор в Киево-Печерской Лавре.
21 февраля 1915 года в церкви прп. Антония на Ближних пещерах Киево-Печерской Лавры пострижен в монашество.
В 1916—1918 годы окончил 4,5 и 6 курсы Киевской духовной семинарии.
С 12 октября 1916 до февраля 1918 года — корректор лаврской типографии, с 5 февраля 1918 года — помощник правителя по делам Духовного Собора Лавры.
В 1918 году в числе других священнослужителей он подписал письмо оккупационным германским властям о выдаче для охраны Киево-Печерской лавры оружия.
Обучался в Киевской духовной «келейно» (у профессоров на дому). Им была написана кандидатская диссертация на тему: «Пастырское делание на ниве Христовой», которая получила одобрение со стороны профессоров прот. О. П. Светлова и О. В. Прилуцкого.
12 октября 1921 года властями были отобраны ключи от Лаврской библиотеки.
День 25 декабря 1921 года возведён в сан иеромонаха в Киево-Печерской Лавре.
После захвата Лавры обновленцами — приходский священник на острове Труханов (1926—1928), проповедник в Китаевской пуст. лавры (1929—1931).
В 1931 году возведён в сан игумена к церкви в Пуще-Водице (ныне в черте Киева).
В октябре 1932 года возведён в сан архимандрита.
13 ноября 1932 года хиротонисан во епископа Новоград-Волынского, викария Киевской епархии с назначением управлять Житомирской епархией.
Священник Иоанн Андреевич Серов в своём «Дневнике» так писал о нём:

В момент богослужения еп. Вячеслав невольно обращал внимание на себя молящихся в храме своим благоговейным служением. Служба его была без торопливости, выговор ясный и приятная дикция. Проповеди его были очень удачны, кратки, понятны, просты и иногда очень красивы… Я видел в нем действительного Епископа, которым и должен был он быть. Религиозно строг, как монах — не человекоугодник; затем серьезный пастырь, — а не овца, которым управляют овцы, — и которые теперь так в моде… Епископ Вячеслав не был лицеприятен, он не любил ходить в гости, не принимал никаких приглашений, а потому многим не угодил…

За время служения в Житомире владыка Вячеслав написал акафист небесной покровительнице города преподобномученице Анастасии Римской.
С 5 ноября 1934 года — епископ Сумской, викарий Харьковской епархии.
С 16 апреля 1936 года — епископ Яранский, викарий Кировской епархии.
30 сентября 1937 года арестован. 2 ноября 1937 года дело направлено на рассмотрение Особой тройки УНКВД по Кировской области. 9 декабря осужден, 17 декабря расстрелян. 30 марта 1989 года полностью реабилитирован.